# Eudocima phalonia
Eudocima phalonia là một loài bướm đêm thuộc họ Erebidae. Nó được tìm thấy ở large parts of the tropics, mainly in Asia, Africa và Australia but introduced into other areas such as Hawaii, New Zealand và quần đảo Society.
Sải cánh dài khoảng 90 mm.
Con trưởng thành bị xem là loài gây hại, egg parasites và larval parasitoids.
Ấu trùng chủ yếu ăn các loại nho thuộc Menispermaceae nhưng đã chuyển sang loài Erythrina và are known to feed on Erythrina crista-galli, Erythrina fusca, Erythrina variegata, Carronia multisepala, Hypserpa decumbens, Legnephora moorei, Pleogyne australis, Sarcopetalum harveyanum, Stephania aculeata, Stephania forsteri, Stephania japonica và Tinospora smilacina.

## Hình ảnh

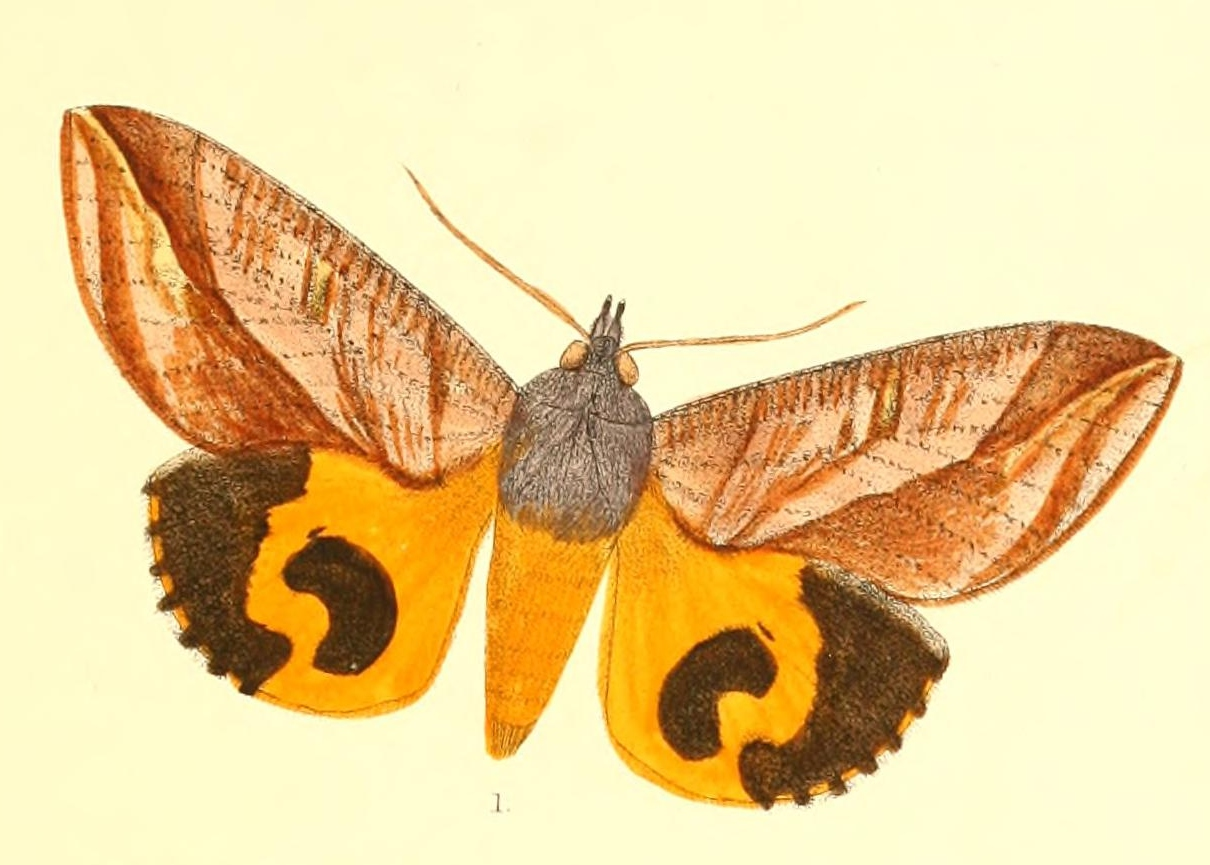
Male
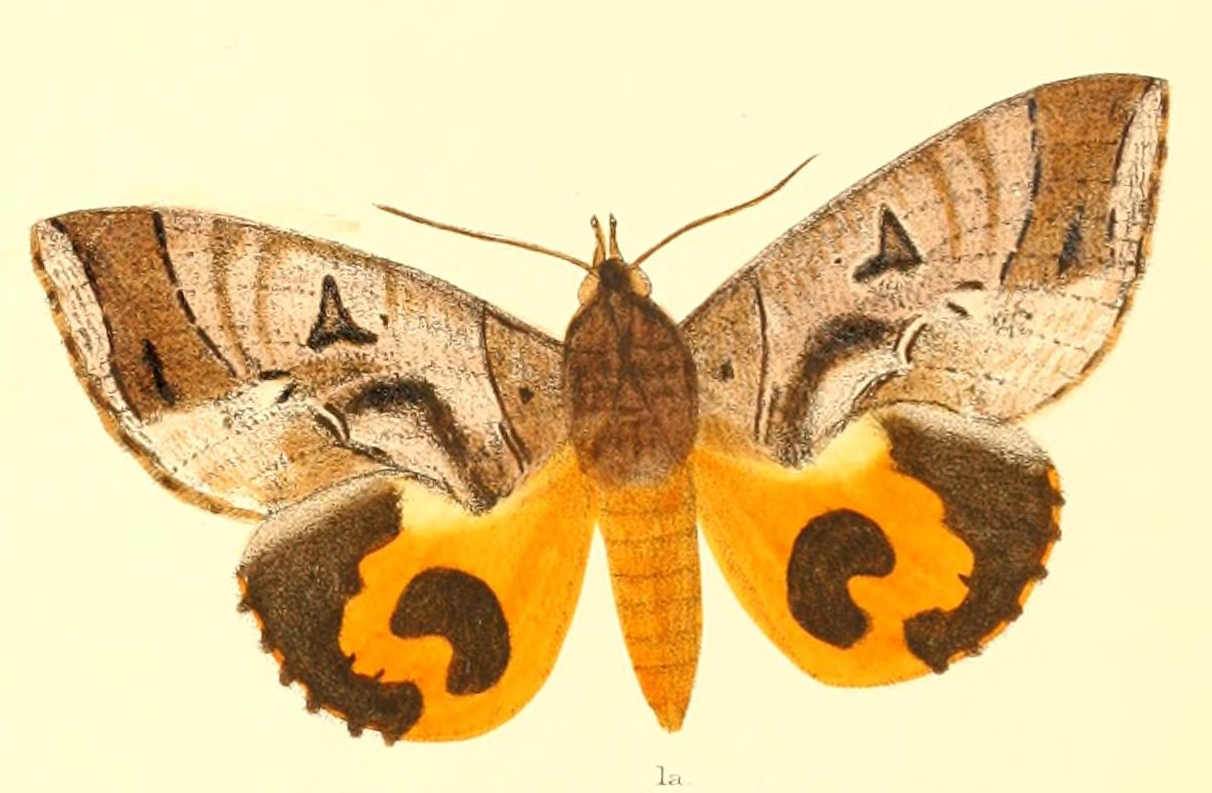
Female
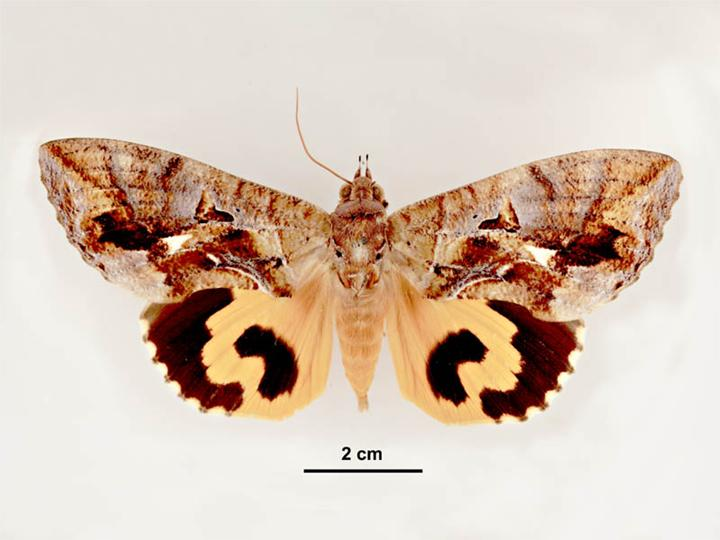
Female, dorsal view
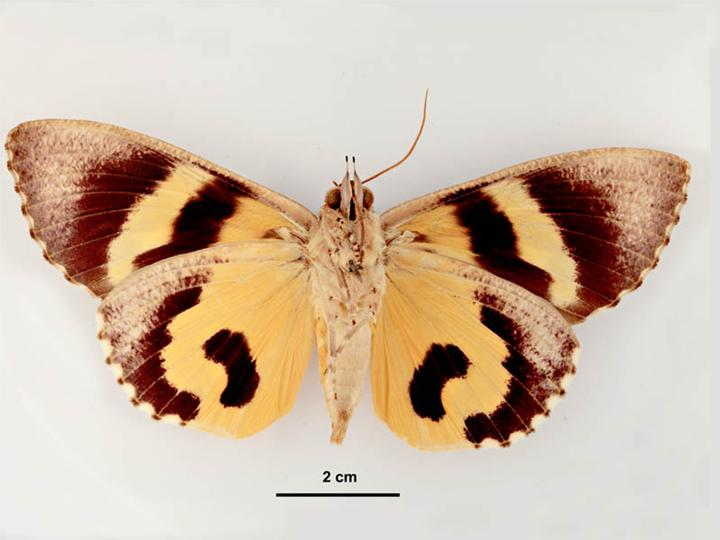
Female, ventral view
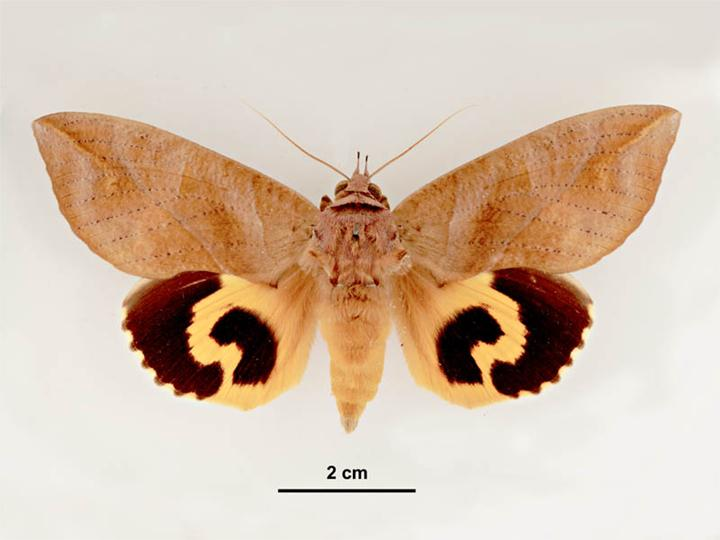
Male, dorsal view
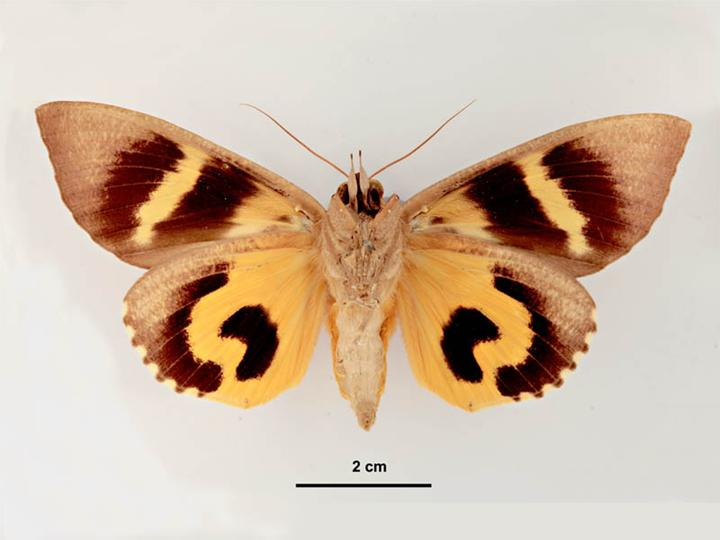
Male, ventral view
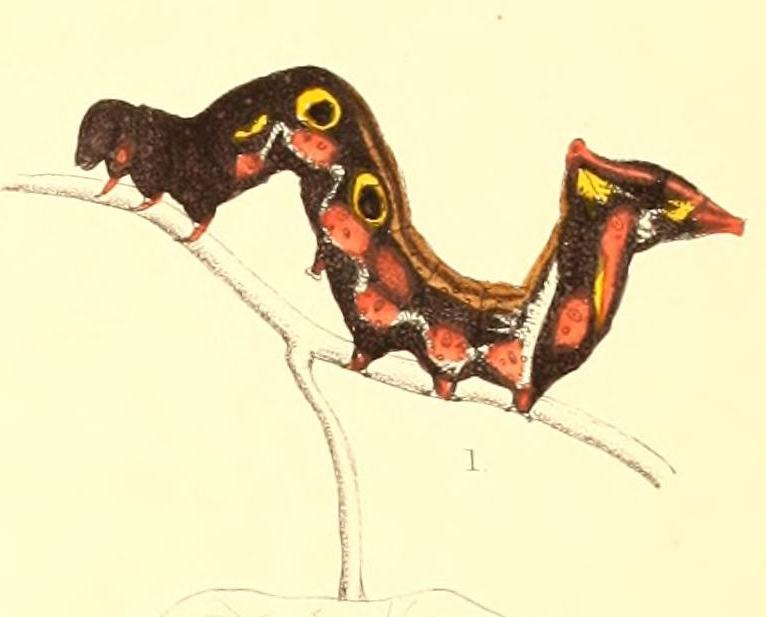
Larva
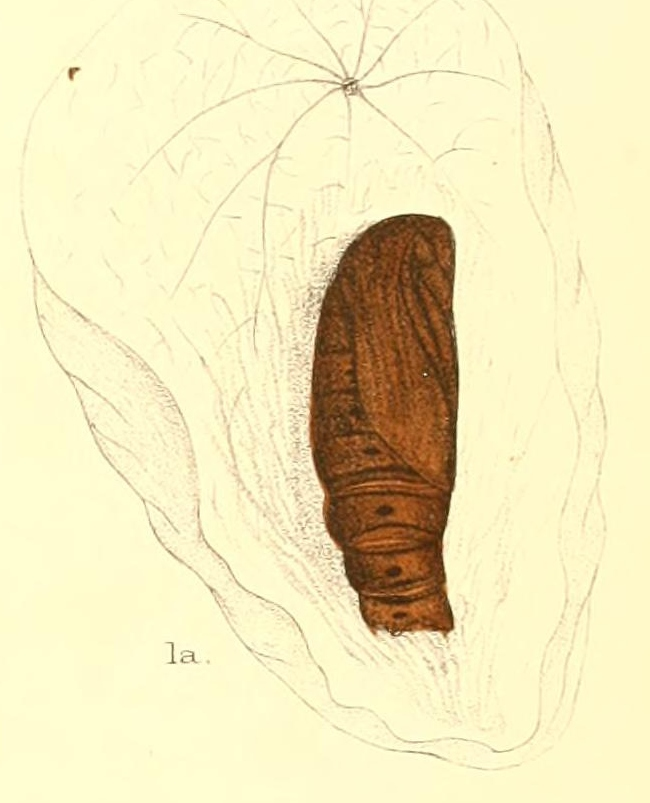
Pupa
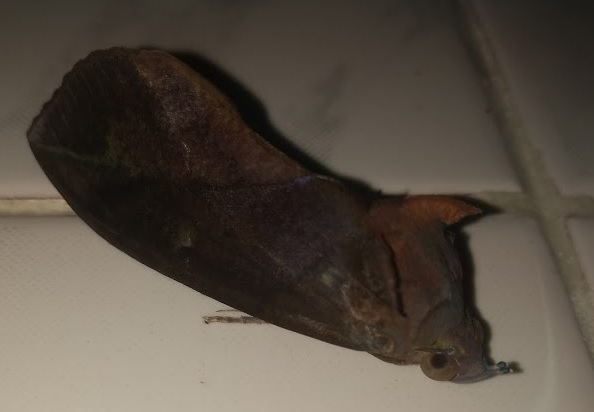
Male, Goa